# Carlos Fernández Gondín
Carlos Fernández Gondín (* 1. Juli 1938 in Santiago de Cuba; † 7. Januar 2017 in Havanna) war ein kubanischer Politiker, Militär und Revolutionär. Er war ein Mitbegründer der Kommunistischen Partei Kubas und Mitglied in deren Zentralkomitee. Zuletzt war er Divisionsgeneral und Innenminister Kubas.

## Leben
Geboren 1938 in Santiago de Cuba schloss sich Carlos Fernández Gondín 1958 der kubanischen Rebellenarmee an der II. Front im Osten Kubas unter dem Kommando von Raúl Castro an. Nach der Revolution wirkte er zunächst an verschiedenen Positionen bei den kubanischen Streitkräften und im Innenministerium. 1962 nahm er am Kampf gegen die Invasion in der Schweinebucht teil. Später nahm er dann am Militäreinsatz in Angola teil.
1993 wurde er Angeordneter der Asamblea Nacional del Poder Popular und Mitglied des Direktoriums der Vereinigung der Kämpfer der Revolution. Im Oktober 2015 wurde er als Nachfolger von Abelardo Colomé Ibarra zum Innenminister ernannt. In dieser Position war er einer der Hauptverantwortlichen für die Überwachung und Verfolgung von Regimegegnern.
Fernández Gondín starb am 7. Januar 2017 im Alter von 78 Jahren an den Folgen einer chronischen Krankheit. Seine Urne wurde im Mausoleum der II. Ostfront bei Mayarí Arriba im Municipio Segundo Frente beigesetzt. Sein Nachfolger im Amt des Innenministers wurde sein bisheriger Stellvertreter Vizeadmiral Julio César Gandarilla, langjähriger Chef der Spionageabwehr.

## Auszeichnungen
- Héroe de la República de Cuba (Held der Republik Kuba)
- Orden Máximo Gómez (I. Grad)